# Freccia Vallone femminile 1998
La Freccia Vallone femminile 1998, prima edizione della corsa, si svolse il 15 aprile 1998 su un percorso di 84 km, con partenza da Huy e arrivo al Muro di Huy, in Belgio. La vittoria fu appannaggio dell'italiana Fabiana Luperini, che completò il percorso in 2h27'11", alla media di 34,243 km/h, precedendo la finlandese Pia Sundstedt e la francese Catherine Marsal.
Sul traguardo del muro di Huy 65 cicliste, su 108 partite da Huy, portarono a termine la competizione.

## Ordine d'arrivo (Top 10)
| Pos. | Corridore              | Squadra       | Tempo    |
| ---- | ---------------------- | ------------- | -------- |
| 1    | Fabiana Luperini       | Sprint        | 2h27'11" |
| 2    | Pia Sundstedt          | G.C. Mimosa   | a 9"     |
| 3    | Catherine Marsal       | G.C. Mimosa   | a 31"    |
| 4    | Susan Palmer-Komar     | Haro MTB Team | a 38"    |
| 5    | Alessandra Cappellotto | Acca Due O    | a 49"    |
| 6    | Yvonne McGregor        | ?             | a 50"    |
| 7    | Simona Parente         | ?             | ?        |
| 8    | Marcia Eicher          | ?             | ?        |
| 9    | Hanka Kupfernagel      | -             | ?        |
| 10   | Fany Lecourtois        | ?             | ?        |